# 鏡保幸
鏡 保幸（かがみ やすゆき、1950年2月27日 - ）は、日本の元ラグビー選手及び指導者。

## プロフィール
- 埼玉県出身。
- ポジションはスタンドオフ(SO)。

## 来歴
大東文化大学第一高校を経て、大東文化大学ラグビー部時代はスタンドオフ（SO）のポジションを務めた。1972年に大東文化大学卒業後、東京三洋電機へ進み社会人ラグビーでプレーをした。
現役引退後、1981年に母校・大東文化大の監督に就任。ホポイ・タイオネ、ノフォムリ・タウモエフォラウ、シナリ・ラトゥ、ワテソニ・ナモアなどトンガからの留学生を前面に、青木忍ら当時強豪として知られた付属大東大一高出身者など高校ラグビー界で鳴らした有力選手や力のある選手を中心にした陣容を率い、全国大学ラグビーフットボール選手権大会（以下、大学選手権）で3度の優勝をもたらした。
1986年度の第23回大学選手権決勝で早稲田大学を12-10の僅差で下し、大学選手権初優勝を遂げた。この大学選手権初優勝時、マスコミはこぞって『大東旋風』、『トンガ旋風』の見出しを打った。以降、早稲田や明治大学、同志社大学などそれまで君臨してきた伝統校をパワーラグビーで蹴散らすがごとく立て続けに負かしていったことで、時にこれら伝統校のOBやファンのブーイングにあったこともあった。しかし、トンガなどラグビーが盛んな南太平洋の国からのスピードやパワー、柔軟性、体格的にも秀でた力のある留学生を新たな戦力として導入したことで、当時賛否両論あれど得てして内向きの伝統や歴史に縛られてきた大学ラグビー界ひいては日本ラグビー界に新たな息吹を吹き込んだ。
鏡が監督として就任していた頃の大東大は大らかなチームカラーで知られ、試合後に選手たちは居酒屋で酒を飲むことが楽しみであった。大学選手権優勝後のインタビューで鏡は「練習方法など、僕は何もいいません。自分たちで考えている。ボクの仕事は方向づけとムード作りだけ。彼らのいいところを見て、伸ばしてやりたい」とコメントしていた。
大東文化大学が大学選手権で初優勝を果たした時代の前後、その出場権をかけた関東大学ラグビー交流試合（現在は廃止）において、リーグ戦グループ1位のチームでさえ対抗戦グループ4位のチームに苦杯を舐めるシーズンが少なくなかった。リーグ戦グループにとって『暗黒の時代』とまで言われた当時、大学選手権でたびたび制覇した手腕は高く評価された。加えて後に、リーグ戦グループで古豪と化していた法政大学が復活したことや、関東学院大学が台頭するようになったことから、結果的にリーグ戦グループの層の厚さをもたらした中心的人物としても位置づけられる。
2009年、関東大学ラグビー連盟の理事長に就任した。
2013年、大東文化大学ラグビー部特別顧問に就任した。